# Derek Keating

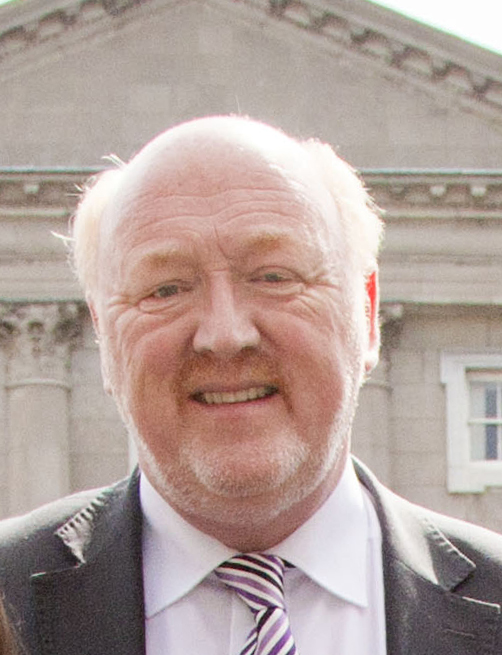
Derek Keating (2014)

Derek Keating (* 16. Mai 1955 in Ballyfermot, Dublin; † 6. Mai 2023) war ein irischer Politiker der Fine Gael.

## Leben
Derek Keating war lange Zeit bei der An Foras Áiseanna Saothair-Agentur in Lucan beschäftigt, die als staatliche Einrichtung die Fort- und Weiterbildung arbeitssuchender Menschen unterstützte. In den 1980er Jahren war er noch Mitglied der Fianna Fáil, wechselte dann jedoch zu Beginn der 1990er Jahre zu den Progressive Democrats. Dort blieb er bis 1998. Er wurde dann als unabhängiger Kandidat in den South Dublin County Council 1999 gewählt und 2004 (sowie 2009) wiedergewählt. Bei den Wahlen zum Dáil Éireann 2007 im Wahlkreis Dublin Mid-West fiel er jedoch durch. 2008 trat er der Fine Gael bei und konnte dann bei den Wahlen zum Dáil Éireann 2011 einen Sitz erringen. Im Mai 2013 wurde ihm nachgesagt, dass er falsche Behauptungen zu Schulerweiterungen in die Welt gesetzt hätte, und im Juli 2013 wurde er von Abtreibungsgegnern in seinem Haus belagert.
Bei den Wahlen 2016 erreichte er nicht mehr die erforderlichen Stimmen und schied aus dem Dáil Éireann aus. Auch bei den Wahlen zum South Dublin County Council 2019 blieb er erfolglos.
Keating erkrankte an Demenz und starb relativ bald an seinem sich verschlechternden Gesundheitszustand.
Er war mit Anne verheiratet, mit der er vier Kinder hatte.